# Pterolonche lutescentella
Pterolonche lutescentella is een vlinder uit de familie Pterolonchidae. De wetenschappelijke naam is voor het eerst geldig gepubliceerd in 1922 door Chretien.
De soort komt voor in Europa.